# Jack van Bebber
Jack Francis „Blackjack” Van Bebber (ur. 27 lipca 1917 w Perry, zm. 13 kwietnia 1986 tamże) – amerykański zapaśnik walczący w stylu wolnym. Złoty medalista olimpijski z Los Angeles 1932, w wadze półśredniej.
Zawodnik Perry Public School i Oklahoma State University. Trzy razy All-American (1929–1932) w NCAA Division I, pierwszy w 1929, 1930 i 1931 roku.

## Letnie Igrzyska Olimpijskie 1932
| Konkurencja      | Rundy eliminacyjne | Rundy eliminacyjne   | Rundy eliminacyjne     | Rundy eliminacyjne | Rundy eliminacyjne | Klas. końcowa |
| Konkurencja      | Przeciwnik I       | Przeciwnik II        | Przeciwnik III         | Przeciwnik IV      | Przeciwnik V       | Miejsce       |
| ---------------- | ------------------ | -------------------- | ---------------------- | ------------------ | ------------------ | ------------- |
| 72 kg styl wolny | Raúl López (MEX) Z | Børge Jensen (DEN) Z | Danny McDonald (CAN) Z | wolny los Z        | Eino Leino (FIN) Z | 1.            |